# Osowie (Olszowa)
Osowie – część wsi Olszowa (do 31 grudnia 2002 przysiółek) w Polsce, położona w województwie mazowieckim, w powiecie radomskim, w gminie Jastrzębia.